# 麻油雞
麻油雞，是以米酒和麻油等調味料來烹煮雞肉的菜餚。是臺灣做月子給產後孕婦吃的食物，更成為臺灣在地特色食物之一。

## 由來
麻油雞最早被記載在唐朝的食療本草『取雞一隻，洗淨，與烏麻油二升熬香，放油酒中浸一宿，飲之，令新產婦肥白。』傳說五胡亂華時期，羌人進犯後將其古老麻油生羊的料理方式帶入中原，以麻油等辛香料浸泡七七四十九天後生食其肉，而後倒入滾熱麻油燉煮餘骨，據說連百里之外皆可聞得其香。後來漢人因不慣羊肉羶味以雞替之，進而演變成至今的麻油雞。 

## 食譜
麻油雞的必備材料為雞、米酒、薑、麻油；有些人還會加雞血製米血或糯米、紅棗、枸杞、當歸。調味品可以有味精、冰糖。
米酒在烹調過程中一般不會完全蒸發，因此麻油雞裡面還是有著酒精，很容易超過孕婦、哺乳婦女及兒童的安全酒精攝取量，攝取量也可能超過酒駕標準；如需避免這種問題必須大幅增加烹煮時間，或使用僅使用少量米酒。
雞切塊，川燙後去血水洗淨並將多餘的油去除，再以麻油高溫爆老薑片，倒入米酒和水蓋過雞塊，以大火煮滾後改中間的小火續煮半小時。

## 健康
麻油雞的湯底中，麻油、米酒、薑是主要的成分。在中醫的觀念中，麻油性味生時偏寒、加熱後轉熱；而薑跟酒也都偏熱性，所以麻油雞是熱補的料理，適合體質虛寒者。但體質偏熱的人不合適進食，例如有感冒、發炎症狀者。另外，女性生理期、懷孕期間多偏燥熱，因此民間有此時不宜進食麻油雞的說法。但若經血少、痛經且血塊多，屬體質偏涼者仍然可吃，有助血液循環。
一般女性坐月子時，通常會吃麻油雞來進補，因為麻油雞屬於溫補，加上蛋白質含量高，而且花費不會太高。
烹調過程中高溫爆油的步驟可能會令麻油碳化，其中蛋白質就會產生毒素、毒蛋白，容易引起上火、皮膚過敏等反應。因此，徐仁德醫生建議，為達到健康進補目的，烹煮麻油雞最健康的方式就是雞湯煮好後再拌入麻油，雖然口感與標準的麻油雞有些許差異但能保障健康。

## 與薑母鴨的比較
麻油雞其實與薑母鴨的做法雷同，但是材料不同。麻油雞的材料主要強調的是麻油，所以麻油的量比較多。並且麻油雞的材料不像薑母鴨，除了雞肉、老薑片、麻油、還有米酒以外沒有再添加任何的食材，而薑母鴨則是可以隨自己的意思加入其他像高麗菜或豆皮、豆腐、米血、貢丸、麵線等材料。